# Война стандартов
Война́ станда́ртов — конкурентная борьба между несовместимыми техническими спецификациями систем или устройств за доминирование на рынке. Война стандартов развязывается в начальных периодах развития технологий, когда преимущества тех или иных подходов неочевидны. Часто ей способствует отказ одной из конкурирующих компаний от создания открытого стандарта. Подобные войны характерны для стран с рыночной экономикой, основанной на конкуренции. В странах социалистического блока и в СССР с плановой экономикой эти явления наблюдались крайне редко, поскольку государственные решения о единых стандартах принимались на стадии проектирования, или технологии копировались с победившего на Западе формата.
Существенную часть войн стандартизации составляют войны форматов, ведущиеся между разными производителями мультимедийного оборудования сходного назначения.

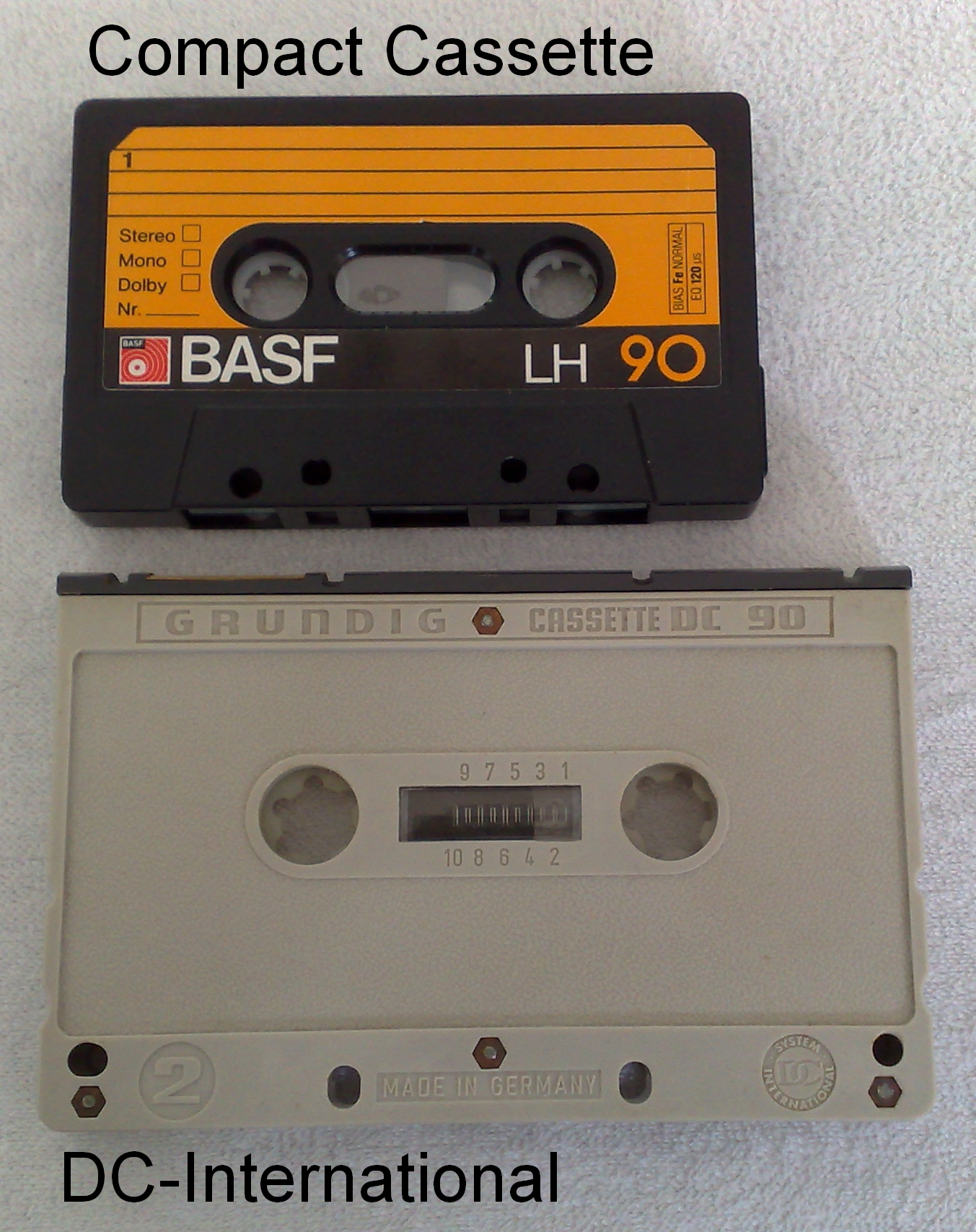
Аудиокассеты разных форматов: компакт-кассета и DC-International

## XIX век
- Железнодорожная колея: широкая колея против стандартной. В начальный период строительства железных дорог в США на северо-востоке страны использовалась стандартная на сегодняшний день европейская колея, тогда как в большинстве южных штатов предпочтение отдавали колее с увеличенной шириной 5 футов, позднее получившей название «русская». В феврале 1886 года проигравшие в Гражданской войне южные штаты согласились принять «Конвенцию о единой колее», и с июня того же года в США установлен европейский стандарт на расстояние между рельсами[1].
- Постоянный и переменный ток («война токов»): в 1880-х годах началось бурное распространение электрического освещения, в котором участвовало множество компаний, использующих как один, так и другой тип электропитания. При этом постоянный и переменный ток мог использоваться как для низковольтного освещения интерьеров, так и для высоковольтных дуговых ламп на улицах. Изобретение в середине того же десятилетия электротрансформатора коренным образом изменило ситуацию: переменный ток стал использоваться повсеместно, но для передачи на большие расстояния его напряжение повышалось, а на стороне потребителя понижалось. «Электрическая осветительная компания» Томаса Эдисона, который обладал патентами на оборудование постоянного тока, пыталась противостоять распространению систем переменного тока, заявляя о его смертельной опасности[2]. Впоследствии этот спор, в котором Эдисону противостояли Никола Тесла и Джордж Вестингауз, стал известен как война токов, продолжавшаяся в США вплоть до XXI века[3].
- Музыкальные шкатулки: разные производители использовали свои собственные стандарты валиков и барабанов, на которых записана мелодия. Их размеры и форма отличались не только у основных марок, но могли даже изменяться в зависимости от модели. В результате, покупка любой из музыкальных шкатулок вынуждала владельца приобретать валики той же фирмы, которая выпустила само устройство.

## 1900-е годы
- Форматы механических пианино: в противоположность большинству разновидностей развлекательных механизмов, стандарты которых редко удавалось согласовать друг с другом, надвигающаяся проблема кодировки бумажных перфолент для записи мелодий разрешилась на самом раннем этапе развития технологии. В 1908 году в Буффало была принята конвенция, установившая международный стандарт лент для пианол, ширина которых должна была быть только 11,25 дюйма (286 мм). Таким образом, любой рулон с записанной мелодией мог быть воспроизведён любым механическим пианино.
- Перфорация киноплёнки: в начале XX века в мире существовали два несовместимых стандарта перфорации 35-мм киноплёнки — американский и французский. В США использовалась прямоугольная перфорация по 4 на каждый кадр, а в Европе круглая с более редким шагом[4][5][6]. Оба стандарта обладали своими преимуществами, но по мере распространения кинематографа прямоугольная перфорация Эдисона оказалась более выносливой в кинопрокате. Поэтому в 1908 году Международный конгресс кинопредпринимателей принял американский вариант в качестве всеобщего стандарта перфорации киноплёнки[7]. В дальнейшем он был усовершенствован путём скругления углов, и дошёл до наших дней под названием «Kodak Standard» (KS)[8].

## 1910-е годы
- Валик фонографа и пластинка граммофона: типы носителей для механической звукозаписи конкурировали с 1890-х годов, когда параллельно изобретённому в 1877 году Эдисоном фонографу с цилиндрическими валиками стала распространяться система Эмиля Берлинера с записью на плоский диск. Несмотря на очевидный недостаток, заключавшийся в неравномерной скорости записи внутри и снаружи радиуса диска, новая технология давала огромное преимущество, позволяя легко тиражировать фонограммы прессованием с металлической матрицы.

## 1920-е годы
- Вертикальная и поперечная механическая звукозапись: в ответ на распространение грампластинок с поперечными колебаниями иглы в дорожке постоянной глубины, Эдисон разработал свой собственный дисковый формат Diamond Disc[англ.] с аналогичной фонографу глубинной записью алмазной иглой. За счёт её вертикального, а не поперечного движения, звуковая дорожка шла строго по спирали, но менялась её глубина. Поэтому пластинки Эдисона оказались значительно толще, чем от обычного граммофона, и кроме того, из-за другого типа записи были непригодны для воспроизведения на нём. Точно так же граммофонные пластинки нельзя было слушать на аппаратах Эдисона. Французская Pathé Records в 1906 году тоже начала выпускать грампластинки с глубинной записью, но, в отличие от эдисоновских, их звуковая дорожка была гораздо шире и не столь глубокая в расчёте на сапфировую иглу. Так что, несмотря на схожесть принципов, эти два формата звукозаписи также были несовместимы. В результате обе технологии оказались совмещены с появлением во второй половине XX века стереофонической грамзаписи, где поперечные колебания несут информацию о суммарном сигнале, а вертикальные — о разнице между каналами[9][10].
- Узкоплёночный кинематограф: в 1923 году почти одновременно в США и Франции начат выпуск узкой киноплёнки для любительского кинематографа. В США компания Eastman Kodak запустила производство 16-мм киноплёнки, а французская фирма Pathé представила 9,5-мм киноплёнку. Оба типа выпускались на новейшей для своего времени негорючей подложке из диацетата целлюлозы, что позволяло устраивать киносеансы в неприспособленных с точки зрения пожарной безопасности помещениях, и даже в домашних условиях. Попытки двух компаний договориться о создании общего формата оказались безуспешными, и некоторое время стандарты существовали параллельно[11]. Однако неудобное расположение перфорации по центру и трудности размещения ставшей вскоре обязательной оптической фонограммы привели к падению популярности 9,5-мм киноплёнки «Пате-Бэби», в конце концов уступившей рынок американскому конкуренту.

## 1930-е годы
- Телевизионная развёртка — начало развития электронного телевидения сопровождалось одновременным использованием множества совершенно несовместимых стандартов количества строк и кадровых частот. Например, в Германии с марта 1935 года телевизионный растр состоял из 180 строк, тогда как в Великобритании и на ленинградском телецентре в СССР вещание велось при разложении на 240 строк[12][13][14]. Московский телецентр передавал изображение, состоящее из 343 строк в стандарте, действовавшем в это же время в США и Польше[15]. В 1936 году 240-строчное телевидение в Великобритании стало соседствовать с новейшим стандартом «BBC-1», рассчитанным на 405 строк изображения. Изображение этих стандартов можно было видеть только на телевизионных приёмниках с точно таким же количеством строк. Телевизоры других стандартов, принимающие такой сигнал, не давали вообще никакого изображения. Однако проблема не была фатальной, поскольку из-за очень широкой полосы частот видеосигнала электронного телевидения его приём за пределами прямой видимости антенны передатчика в те годы был невозможен, а телевизоры выпускались в ничтожных количествах. Поэтому приём телепередачи «чужого» стандарта был практически исключён.
- «Негативная» перфорация: в 1938 году был предложен единый международный стандарт перфорации киноплёнок всех типов. До этого в негативных и контратипных киноплёнках использовалась перфорация «Белл-Хауэлл» в виде усечённой с двух сторон окружности, а в позитивных прямоугольная Kodak Standard. В итоге, единый стандарт в виде позитивной перфорации был принят только в СССР, и вся советская киносъёмочная и кинокопировальная аппаратура оказалась несовместима с импортной киноплёнкой[16]. Компания Eastman Kodak наладила выпуск киноплёнки с позитивной перфорацией специально для советского рынка, постепенно доведя его до миллиона погонных метров в год[17][18]. После распада СССР выпуск киноплёнок был прекращён на всей территории СНГ, и общемировой стандарт «Белл-Хауэлл» негативной перфорации был де-факто принят и в России.

## 1940-е годы
- Долгоиграющая пластинка с частотой вращения 33,3 об/мин (Columbia Records) против «миньона» Extended Play 45 об/мин (RCA Victor Records). Война окончилась мирным путём, поскольку каждый из форматов получил собственную рыночную нишу. Кроме того, почти все выпускаемые проигрыватели вскоре были способны проигрывать оба типа пластинок. В СССР долгоиграющие грампластинки начали выпускать лишь в середине 1950-х годов[19].
- Кадровая частота телевидения: к концу десятилетия окончательно узаконена несовместимость двух оставшихся к тому моменту телевизионных стандартов разложения 480i в Северной Америке (принят в 1941 году) и 576i в Европе (принят в 1948 году). Из-за разных стандартов частоты переменного тока кадровые частоты (60 и 50 герц соответственно) также не совпадают[20]. Проблема проявилась позднее, при расширении международного обмена телепрограммами, в том числе с помощью построенных радиорелейных линий передачи. Разница кадровых частот и количества строк оставалась трудноустранимым препятствием всю вторую половину XX века, до появления цифровых технологий интерполяции. В первые годы сосуществования двух систем перевод из одной в другую мог быть выполнен только путём оптического преобразования с экрана кинескопа[21].

## 1950-е годы
- Широкоформатный кинематограф: первая массовая широкоформатная киносистема «Todd AO» в 1955 году использовала нестандартную частоту съёмки и проекции 30 кадров в секунду. Величина была выбрана, чтобы снизить заметность мелькания на очень больших экранах. В результате печать обычных фильмокопий картин, снятых в этом стандарте, требовала пропуска каждого пятого кадрика для сохранения нормального темпа движения при проекции со стандартной частотой 24 кадра в секунду. На экране это выглядело бы как неприятные «подёргивания». Провинциальная киносеть, оснащённая обычной проекцией, была чрезвычайно важна для кинопродюсеров, и фильмы снимались одновременно двумя камерами: одна снимала в формате «Тодд-АО» с частотой 30 кадров в секунду, а другая снимала в формате «CinemaScope» со стандартной частотой[22]. Это привносило такие сложности в съёмочный процесс, что после двух первых фильмов формат был изменён, и частота съёмки и проекции «Тодд-АО» снижена до общепринятой[23].
- Цветное телевидение: 25 июня 1951 года телесеть CBS начала регулярное цветное вещание по первому в истории США стандарту с последовательной передачей цветных полей[24]. Для приёма изображения использовались телевизоры этого же стандарта с обычным чёрно-белым кинескопом, перед которым вращался диск со светофильтрами трёх основных цветов. Особенности такого принципа передачи вынудили разработчиков использовать кадровую частоту и количество строк, совершенно несовместимые с принятым в 1941 году стандартом 480i. В результате десять миллионов телевизоров, уже находившихся на тот момент в эксплуатации, не показывали вообще никакого изображения CBS[25]. Перспектива эскалации Корейской войны и многочисленные жалобы телезрителей вынудили Министерство обороны США запретить производство цветных приёмников с октября 1951 года «в целях экономии стратегического сырья»[25]. Запрет был снят только в 1953 году, до этого момента производство любых цветных телевизоров для свободной продажи на территории США считалось незаконным[26]. Позднее Конгресс США постановил, что все новые системы цветного телевидения должны быть совместимы с существующими, и новый стандарт NTSC уже полностью соответствовал этому требованию.
- Напряжение бортовой сети автомобилей: в 1950-е годы большинство автопроизводителей отказались от стандарта 6 вольт в пользу 12 вольт. Это объясняется распространением электростартёров, требующих слишком больших пусковых токов при низковольтном питании[27].

## 1960-е годы
- Форматы аудиокассет: 8-дорожечная аудиокассета, Stereo-Pak[англ.] и компакт-кассета конкурировали только в Северной Америке, так как коаксиальные бесперемоточные кассеты в Европе были почти неизвестны. Популярность восьмидорожечных картриджей, полученная ими в первые годы после появления, постепенно сошла на нет, благодаря необходимости физического перемещения магнитной головки при переключении соседних композиций. Это налагало серьёзные ограничения на достижимое качество звука. В результате конкуренцию выиграла компакт-кассета с более высоким конструктивным потенциалом. В Европе ей пришлось конкурировать с более крупной кассетой DC-International[англ.], разработанной Grundig[источник не указан 1084 дня]. В данном случае решающую роль сыграл отказ Philips, разработавшей компакт-кассету, от лицензионных требований, что поспособствовало быстрому освоению этого формата японскими производителями. Попытка Sony перехватить рынок выпуском Elcaset, более качественных, но и более крупных, не увенчалась успехом. Точно так же, конкуренция между микрокассетами разработки Olympus и миникассетами производства Sony закончилась победой первых, поскольку безвальная конструкция Sony оказалась нежизнеспособной. Steno-Cassette аналогичного диктофонного назначения получили свою рыночную нишу, оставшись де-факто национальным стандартом Германии.
- Вещательные форматы музыкальных УКВ-радиостанций. В США и Западной Европе конкурировали два типа модуляции: амплитудная и частотная. Система ЧМ-радиовещания с широкополосной модуляцией, разработанная Мюррэем Кросби (англ. Murray G. Crosby), была более помехоустойчивой, чем система компаний «Зенит» и «General Electric» с амплитудной модуляцией и пилот-тоном[28]. Однако, последняя была совместима с поддерживаемыми FCC государственными радиосервисами. Поэтому, большинство УКВ-приёмников тех лет снабжались переключателем с одной системы на другую.
- Война форматов катушечных видеомагнитофонов в Японии, не начавшись в полную силу, была прекращена после вмешательства Ассоциации электронной промышленности Японии (EIAJ) в конфликт между Sony и Panasonic. В результате был разработан общий стандарт EIAJ-1[англ.] с шириной магнитной ленты 1 дюйм, вскоре ставший международным. Через некоторое время этот же стандарт был реализован и в СССР, где начался выпуск катушечных видеомагнитофонов семейства «Электроника-500»[29].

## 1970-е годы
- Различные методы кодирования квадрофонии: SQ[англ.], QS Regular Matrix[англ.], Compatible Discrete 4[англ.] и другие. Из-за войны форматов и проблем с размещением четырёх колонок в жилых помещениях квадрофония не прижилась в бытовой звукозаписи.
- Война кассетных видеоформатов[англ.]. В 1975 году Sony выпустила кассетные видеомагнитофоны формата Betamax, длительность непрерывной записи которых впервые достигла двух часов, достаточных для полнометражного фильма. Год спустя аналогичный по характеристикам формат VHS представила компания JVC. Форматы несовместимы: кассеты Betamax невозможно просмотреть на видеомагнитофоне VHS, и наоборот. Началась одна из самых известных «войн» в истории радиоэлектроники, к концу десятилетия завершившаяся уверенной победой VHS[30]. Главными причинами считаются отсутствие у VHS лицензионных ограничений, относительная простота и надёжность VHS-видеомагнитофонов, а также принципиальный отказ Sony поддерживать порноиндустрию[31]. В СССР первый кассетный видеомагнитофон «Спектр-203 Видео» формата VCR был выпущен в 1974 году, а стандарт VHS стал распространяться в СССР значительно позднее окончания войны форматов[32].
- Форматы первых видеодисков: LaserDisc (LD), Video High Density и Capacitance Electronic Disc. Массовая аудитория предпочитала видеодискам с готовыми фильмами кассетное видео с возможностью самостоятельной записи, в том числе с телеэфира или с видеокамеры. Поэтому эти стандарты не смогли найти широкого рынка сбыта, через несколько лет выйдя из употребления. Некоторым исключением можно считать лазерные диски LD, ставшие нишевым продуктом и до сих пор популярные среди любителей качественного видео. Последние ценят их за возможность быстрого поиска по оглавлению и совместимость с широкоэкранными телевизорами. Выпуск LaserDisc был прекращён почти сразу после появления DVD[33].

## 1980-е годы
- Разъёмы для компьютерной периферии. В результате этой войны стандартными разъёмами для клавиатур и мышей стали разъёмы Atari 2600, для принтеров — параллельный порт.
- Стандартным форматом для флоппи-дискет стал FAT12.
- Технологии локальных сетей Ethernet, ARCNET и Token ring. Победил Ethernet.

## 1990-е годы
- Композитное видео против S-Video.
- Iomega Zip, CD-R, CD-RW и DVD-RAM в качестве ёмких и недорогих носителей информации для компьютеров. В 2000-е они были фактически вытеснены USB-флешками.
- Первая война браузеров. Закончилась победой Microsoft Internet Explorer. Политика «MSIE должен быть совместим в первую очередь с самим собой» впоследствии сыграла против него во второй войне браузеров.[источник не указан 3240 дней]
- Мультимедийные API: OpenGL, DirectX и Glide. Glide пал вместе с 3dfx.
- Карты памяти: CompactFlash (CF), SmartMedia (SM), MultiMedia Card (MMC), Memory Stick (MS), Secure Digital (SD) и другие. Производители компьютерных комплектующих стали выпускать универсальные кардридеры, работающие с множеством популярных форматов. Явным победителем стал формат Secure Digital (SD, miniSD и microSD). «Война» завершилась после 2010 года, когда Sony начала поддерживать этот формат, отказавшись от эксклюзивной поддержки своих карт Memory Stick (не отказываясь полностью от их поддержки и выпуска).

## 2000-е годы
- Стандарт оперативной памяти Rambus RDRAM проиграл в борьбе DDR SDRAM. RDRAM поддерживался Intel и был заявлен как единственный стандарт оперативной памяти для новых на 2000 год процессоров Pentium 4 на Socket 423, однако уже в 2002 году Intel выпускает Socket 478, чипсеты которого не поддерживает RDRAM.
- Последовательные шины для обмена данными с периферийными устройствами: IEEE 1394 (FireWire) и USB. Первые версии этих шин не считались конкурентами, поскольку стандарт USB 1.1 предполагал максимальную скорость 12 Мбит в секунду, против 400 у FireWire. Однако распространение IEEE 1394 так и не вышло за рамки сегмента профессионального мультимедийного оборудования, такого как цифровые видеокамеры, а появление в начале 2000-х версии USB 2.0, достигшей скорости передачи данных в 480 Мбит/с, привело к уходу IEEE 1394 с рынка[34].
- Форматы цифровой звукозаписи высокого качества (Hi-Fi): DVD-Audio против SACD. Несмотря на все попытки заменить формат Audio CD, ни одна технология так и не смогла этого добиться. С одной стороны, это произошло из-за массового распространения аудиоформатов с потерями, таких как MP3 и AAC; с другой стороны, рассчитанные на требовательных слушателей форматы высокого качества не вызвали интереса у массового потребителя из-за более высокой цены носителей, ограниченного ассортимента записей и, зачастую, невысоких требований большинства слушателей к качеству звучания.
- Диски DVD+R(W) против DVD-R(W). Победителя не нашлось: в новых устройствах была реализована поддержка всех форматов, а стоимость дисков DVD-R(W) и DVD+R(W) со временем сравнялась. Конкуренция между ними не была полноценной войной стандартов, поскольку эти диски механически совместимы и по основным характеристикам одинаковы.
- Видеодиски высокой чёткости[англ.]: в 2008 году формат HD DVD проиграл формату Blu-Ray.

## 2010-е годы
- Стандарт разъёма для зарядки смартфонов и телефонов: почти повсеместно стали использоваться разъёмы Micro-USB (впоследствии они стали вытесняться более современным стандартом USB Type-C).
- Видеокодеки Ogg Theora, H.264, WebM и AV1 в качестве стандарта для HTML5 video.
- Архитектура браузерных плагинов: PPAPI против NPAPI.
- Цифровой (IP) и аналоговые (AHD, HDVCI) стандарты передачи видеоданных с камер видеонаблюдения.[источник не указан 2875 дней]
- Стандарты зарядки электромобилей: CCS[англ.], CHAdeMO[англ.], Type 2, SAE J1772.
- Стандарты быстрой зарядки мобильных устройств: Quick Charge, Pump Express, VOOC и другие. Однако самым перспективным считается USB Power Delivery, как наиболее универсальный.
- Стандарты индуктивного электропитания: Qi, WiPower[англ.] и Open Dots[англ.].
- Разъёмы для проводных наушников: USB Type-C / Lightning против 3,5-мм аудиоразъёма[35].

## Другие известные примеры
- Стандарты напряжений и частот в разных странах.
- Силовые вилки и розетки для переменного тока.
- Левостороннее и правостороннее движение.
- Ширина колеи
- Применение различных письменностей, систем счисления, календарей и летоисчислений.
- Применение устаревших систем мер отличных от метрической.
- Клапаны велосипедных камер: клапан Шрадера, клапан Dunlop и клапан Presta.
- Байонеты объективов фото- и видеокамер.
- Война текстовых редакторов[англ.] (Emacs против vi).
- «Консольные войны» (конкуренция игровых приставок).
- Раскладки клавиатуры: QWERTY раскладка с печатных машинок против доработанных эргономичных раскладок.